# Repêchage amateur de la LNH 1966
1965 1967
Le repêchage amateur 1966 est le quatrième repêchage de la Ligue nationale de hockey (LNH), ligue professionnelle de hockey sur glace en Amérique du Nord. Ce repêchage a lieu le 25 avril 1966 dans l'hôtel Mont Royal à Montréal au Québec.

## Le repêchage de 1966

### Premier tour
| Rang | Équipe                 | Nationalité | Joueur         | Repêché de                    |
| ---- | ---------------------- | ----------- | -------------- | ----------------------------- |
| 1    | Bruins de Boston       | Canada      | Barry Gibbs    | Bruins d'Estevan (LHJS)       |
| 2    | Rangers de New York    | Canada      | Brad Park      | Marlboros de Toronto (AHO)    |
| 3    | Black Hawks de Chicago | Canada      | Terry Caffery  | Marlboros de Toronto (AHO)    |
| 4    | Maple Leafs de Toronto | Canada      | John Wright    | Équipe junior B de West Clair |
| 5    | Canadiens de Montréal  | Canada      | Phil Myre      | Bruins de Shawinigan (LHJMQ)  |
| 6    | Red Wings de Détroit   | Canada      | Steve Atkinson | Flyers de Niagara Falls (AHO) |

### Deuxième tour
| Rang | Équipe                 | Nationalité | Joueur          | Repêché de                  |
| ---- | ---------------------- | ----------- | --------------- | --------------------------- |
| 7    | Bruins de Boston       | Canada      | Rick Smith      | Red Wings de Hamilton (AHO) |
| 8    | Rangers de New York    | Canada      | Joey Johnston   | Petes de Peterborough (AHO) |
| 9    | Black Hawks de Chicago | Canada      | Ron Dussiaume   | Generals d'Oshawa (AHO)     |
| 10   | Maple Leafs de Toronto | Canada      | Cam Crosby      | Generals d'Oshawa (AHO)     |
| 11   | Canadiens de Montréal  | Canada      | Moe St. Jacques | Nationals de London (AHO)   |
| 12   | Red Wings de Détroit   | Canada      | Jim Whittaker   | Generals d'Oshawa (AHO)     |

### Troisième tour
| Rang | Équipe                 | Nationalité | Joueur        | Repêché de                     |
| ---- | ---------------------- | ----------- | ------------- | ------------------------------ |
| 13   | Bruins de Boston       | Canada      | Garnet Bailey | Oil Kings d'Edmonton (LHJA)    |
| 14   | Rangers de New York    | Canada      | Don Luce      | Rangers de Kitchener (AHO)     |
| 15   | Black Hawks de Chicago | Canada      | Larry Gibbons | Équipe junior B de Markham     |
| 16   | Maple Leafs de Toronto | Canada      | Rick Ley      | Flyers de Niagara Falls (AHO)  |
| 17   | Canadiens de Montréal  | Canada      | Jude Drouin   | Leafs Junior de Verdun (LHJMQ) |
| 18   | Red Wings de Détroit   | Canada      | Lee Carpenter | Red Wings de Hamilton (AHO)    |

### Quatrième tour
| Rang | Équipe                 | Nationalité | Joueur        | Repêché de                        |
| ---- | ---------------------- | ----------- | ------------- | --------------------------------- |
| 19   | Bruins de Boston       | Canada      | Tom Webster   | Flyers de Niagara Falls (AHO)     |
| 20   | Rangers de New York    | Canada      | Jack Egers    | Rangers de Kitchener (AHO)        |
| 21   | Black Hawks de Chicago | Canada      | Brian Morenz  | Generals d'Oshawa (AHO)           |
| 22   | Maple Leafs de Toronto | Canada      | Dale MacLeish | Petes de Peterborough (AHO)       |
| 23   | Canadiens de Montréal  | Canada      | Bob Pate      | Canadien junior de Montréal (AHO) |
| 24   | Red Wings de Détroit   | Canada      | Grant Cole    | Équipe junior B de St. Michael's  |